# Medalla de la Campaña de Rusia
La Medalla de la Campaña de Rusia fue una condecoración de España creada para condecorar a los voluntarios de la División Azul que participaron en la II Guerra Mundial contra la Unión Soviética.

## Descripción
- El anverso es el águila del Ejército de Tierra de España con 1 Cruz de Hierro, con la Esvástica, sobre el Yugo y las flechas, emblema de Falange, todo rodeado por corona de laurel y timbrado de corona militar de caudillaje.
- El reverso es el Kremlin de Nóvgorod rodeado de cadenas con la leyenda "Rusia 1941".